# He Fell in a Cabaret
He Fell in a Cabaret è un cortometraggio muto del 1915 diretto da Edmund Breese.

## Produzione
Il film fu prodotto dalla Nestor Film Company.

## Distribuzione
Distribuito dall'Universal Film Manufacturing Company, il film - un cortometraggio di una bobina - uscì nelle sale cinematografiche USA il 10 settembre 1915.